# Cocoa Touch
Cocoa Touch é o ambiente de desenvolvimento de aplicativos para criação de softwares que rodam no iOS para iPhone e iPod Touch, iPadOS para iPad, watchOS para Apple Watch e tvOS para a Apple TV de quarta geração, da Apple Inc.
O Cocoa Touch fornece uma camada de abstração do iOS, o sistema operacional para iPhone, iPod Touch e iPad. Ele é baseado no conjunto de ferramentas da API Cocoa do macOS e, como ela, é escrito principalmente na linguagem Objective-C. O Cocoa Touch permite o uso de hardware e recursos que não são encontrados nos computadores macOS e, portanto, são exclusivos da gama de dispositivos iOS. Assim como a Cocoa, o Cocoa Touch segue uma arquitetura de software Model-View-Controller (MVC).
O Cocoa Touch contém um conjunto diferente de elementos de controle gráfico do Cocoa. As ferramentas para o desenvolvimento de aplicativos baseados no Cocoa Touch estão incluídas no SDK do iOS.

## Portes
O WinObjC da Microsoft, a ponte iOS baseada em GNUstep para a Plataforma Universal do Windows, contém uma implementação funcional dos frameworks do Cocoa Touch como Foundation, UIKit e MapKit lançadas sob a licença MIT. Uma das implementações do UIKit é baseada em XAML.
Vários esforços tentaram trazer o UIKit, o AppKit modificado do Cocoa Touch, para o macOS:
- Chameleon é uma porta do UIKit para o macOS de 2014.[4]
- O UXKit do ZeeZide é um porte mais recente do UIKit para o macOS. Existe uma camada acima do AppKit e do UIKit.[5]
- A Apple usou um framework privado "UXKit" para uma versão de 2015 do Photos.app.[6]
- A Apple tornou a ponte mais oficial com o projeto "iosMac" ou "Marzipan" em 2018, que colocou um diretório "iOSSupport" cheio de frameworks iOS no macOS mojave. Eles foram originalmente restritos ao uso do desenvolvedor[7] e finalmente foram oficializados com o lançamento do "Mac Catalyst" em 2019.[8]